# Sante Pollastri
Sante Decimo Pollastri, anche Pollastro (Novi Ligure, 14 agosto 1899 – Novi Ligure, 30 aprile 1979) è stato un criminale e anarchico italiano, condannato per rapine e omicidi, divenuto già in vita oggetto di resoconti leggendari sulla sua persona. Fu concittadino e amico d'infanzia del campione di ciclismo Costante Girardengo: alla relazione tra i due è ispirata la canzone Il bandito e il campione, ballata folk scritta da Luigi Grechi e portata al successo da suo fratello Francesco De Gregori nel 1993.

## Biografia
Sante Pollastri cominciò la sua carriera criminale rubando carbone per proteggersi dal freddo. Non si conoscono esattamente i motivi per cui Pollastri divenne un pericoloso bandito ed un acerrimo nemico dei Carabinieri. Tra le ipotesi vi è l'uccisione di un parente da parte dei Carabinieri (un cognato che con lui stava fuggendo dopo aver svaligiato un appartamento) o il fatto che la sorella Carmelina fosse stata violentata da un Carabiniere: Pollastri, nel 1918, avrebbe ucciso il presunto colpevole e si sarebbe dato alla macchia. Queste ipotesi non hanno trovato riscontro nei documenti e sono, almeno in parte, frutto delle leggende popolari nate intorno al bandito in epoca successiva.
Secondo una delle tante versioni popolari della storia di Pollastri, egli si sarebbe avvicinato alle simpatie anarchiche in seguito a questo episodio: una sera del 1922, uscendo da un bar, sputò una caramella amara al rabarbaro, la quale cadde casualmente vicino ai piedi di due fascisti, i quali pensarono che il gesto fosse intenzionale e lo pestarono.
Esiste poi un ulteriore racconto, che insiste sulla provocazione, condita di insulti, da parte di tre fascisti verso Sante, seguita da una rissa in piena regola.

### Gli omicidi
Il 14 luglio 1922 Pollastri e la sua banda, alla quale si era unito l'anarchico Renzo Novatore, rapinarono un cassiere della Banca agricola italiana, Achille Casalegno, che portava una borsa piena d'oro: durante la colluttazione Casalegno venne colpito da un proiettile al cuore e morì. Al processo del 1931 Pollastri avrebbe poi accusato il defunto Novatore dell'esplosione del colpo, anche se è possibile che con la sua testimonianza egli volesse scagionare sé stesso o un terzo complice.
Durante il periodo della latitanza, Pollastri uccise diversi appartenenti alle forze dell'ordine: si rese infatti responsabile degli omicidi, tra Piemonte, Liguria e Lombardia, di cinque Carabinieri. Tra di essi, enorme clamore suscitò nel giugno del 1926 l'uccisione, insieme a un complice, di due Carabinieri presso Mede, in Lomellina. Nel novembre dello stesso anno uccise in uno scontro a fuoco il maresciallo Giuseppe La Corte e il brigadiere Sebastiano Pulvirenti in un'osteria di via Govone a Milano, dove i militari dell'Arma si erano volutamente mescolati agli avventori per cercare di catturarlo, dopo una rapina compiuta qualche giorno prima nella quale era stato ucciso un gioielliere.
Verso la fine degli anni Venti era divenuto famoso anche all'estero, dove si era rifugiato in seguito agli ultimi omicidi.
Con il tempo si guadagnò l'appellativo di Nemico pubblico numero uno; la sua fama crebbe, alimentata non solo dalle rapine e dai furti messi a segno (tra cui quello alla prestigiosa gioielleria Rubel a Parigi), ma anche dalla sua peculiare personalità che, si racconta, lo portava ad alternare agli efferati crimini atti di generosità a vantaggio dei più poveri e degli anarchici latitanti.

### L'arresto
Dopo gli omicidi degli ultimi due poliziotti, il vicecommissario Rizzo, della Squadra Mobile delle guardie di pubblica sicurezza della Questura di Milano, fu incaricato di catturare Pollastri; questi venne così arrestato a Parigi il 10 agosto 1927, nella metropolitana, con la collaborazione del commissario Guillaume (personaggio a cui Georges Simenon si ispirò per il suo commissario Maigret). Pare che Pollastri sia stato tradito da una confidenza di un informatore della polizia.
Tra i nomi dei presunti autori della soffiata, si fecero quelli del suo luogotenente Peotta, di una ballerina e anche quello di Costante Girardengo. Pollastri e Girardengo già si conoscevano e fu grazie alla comune frequentazione con il massaggiatore Biagio Cavanna che si incontrarono durante una sei giorni nella capitale francese. Girardengo era più vecchio di sei anni e nel 1913, quando Pollastri era adolescente, aveva già preso parte al suo primo giro d'Italia. In seguito, questo incontro fu oggetto di una testimonianza di Girardengo al processo a carico di Pollastri.
Durante l'interrogatorio successivo alla cattura, il magistrato chiese a Pollastri se avesse idee anarchiche; egli rispose: "Ho le mie idee". Intervistato in seguito da Ferdinando Castelli, che stava scrivendo il libro I cavalieri del nulla, dichiarò di aver compreso di essere stato anarchico solo dopo aver appreso da Renzo Novatore in che cosa consisteva l'anarchia.
Pollastri venne quindi condannato all'ergastolo, estradato in Italia ed inviato a scontare la pena sull'isola di Santo Stefano.

### La grazia e gli ultimi anni
Pollastri scontò 32 anni in carcere, durante i quali ebbe come compagni di cella diversi altri famosi banditi, tra cui Ezio Barbieri e Giuseppe Mariani. Nel 1959 venne graziato dal presidente della Repubblica Giovanni Gronchi e ritornò al suo paese natale, Novi Ligure, dove si reinserì in modo onesto nella società praticando l'attività di commerciante ambulante di fiori, che svolse per gli ultimi due decenni della sua vita. 
Deceduto il 30 aprile 1979, poco meno di quattro mesi prima di compiere 80 anni, fu sepolto nel cimitero locale.

## Nella cultura di massa
Sono note la passione di Pollastri per il ciclismo e la già citata amicizia che ebbe in gioventù con il grande ciclista Costante Girardengo, anch'egli originario di Novi Ligure, nonché la sua compagnia d'azione con l'anarchico Renzo Novatore. Questi legami hanno ispirato l'autore musicale Luigi Grechi per la composizione della canzone Il bandito e il campione, portata al successo dal fratello Francesco De Gregori.
Dopo il successo della canzone e del libro omonimo di Marco Ventura è stata prodotta anche una miniserie televisiva Rai, La leggenda del bandito e del campione, con Beppe Fiorello e Simone Gandolfo nei ruoli rispettivamente di Pollastri e Girardengo, trasmessa in prima visione il 4 e 5 ottobre 2010.
È invece del 2011 lo spettacolo teatrale Quella sera al Vel d'Hiver, scritto e interpretato da Massimo Poggio e Davide Iacopini, che narra l'incontro di Pollastri e Girardengo alla Sei giorni di Parigi.
Nel 2017 esce Sante Pollastro e le storie del Borgo di Maria Angela Damilano: questa antologia di 12 racconti ripercorre, romanzandola, la vita di Pollastri attraverso altrettanti episodi che lo hanno visto coinvolto.